# 초당초등학교 (강원)
초당초등학교는 대한민국 강원특별자치도 강릉시에 있는 공립 초등학교이다.

## 학교 연혁
- 1992.03.01 개교. 18학급 편성(709명)
- 1996.03.01 초당초등학교로 교명 변경
- 2009.03.01 특수학급 신설 (1학급 편성)
- 2009.03.10 병설유치원 개원 (1학급)
- 2014.03.01 제10대 권오이 교장 취임
- 2015.02.13 제23회 졸업식(졸업생 총수 3,837명)
- 2015.03.02 19학급 편성(특수반 포함), 유치원 1학급

## 참고 자료
- 초당초등학교 - 한국교육학술정보원 학교알리미